# Soriwka (Solotonoscha)
Soriwka (ukrainisch Зорівка; russisch Зоревка Sorewka) ist ein Dorf im Nordosten der ukrainischen Oblast Tscherkassy mit etwa 800 Einwohnern.

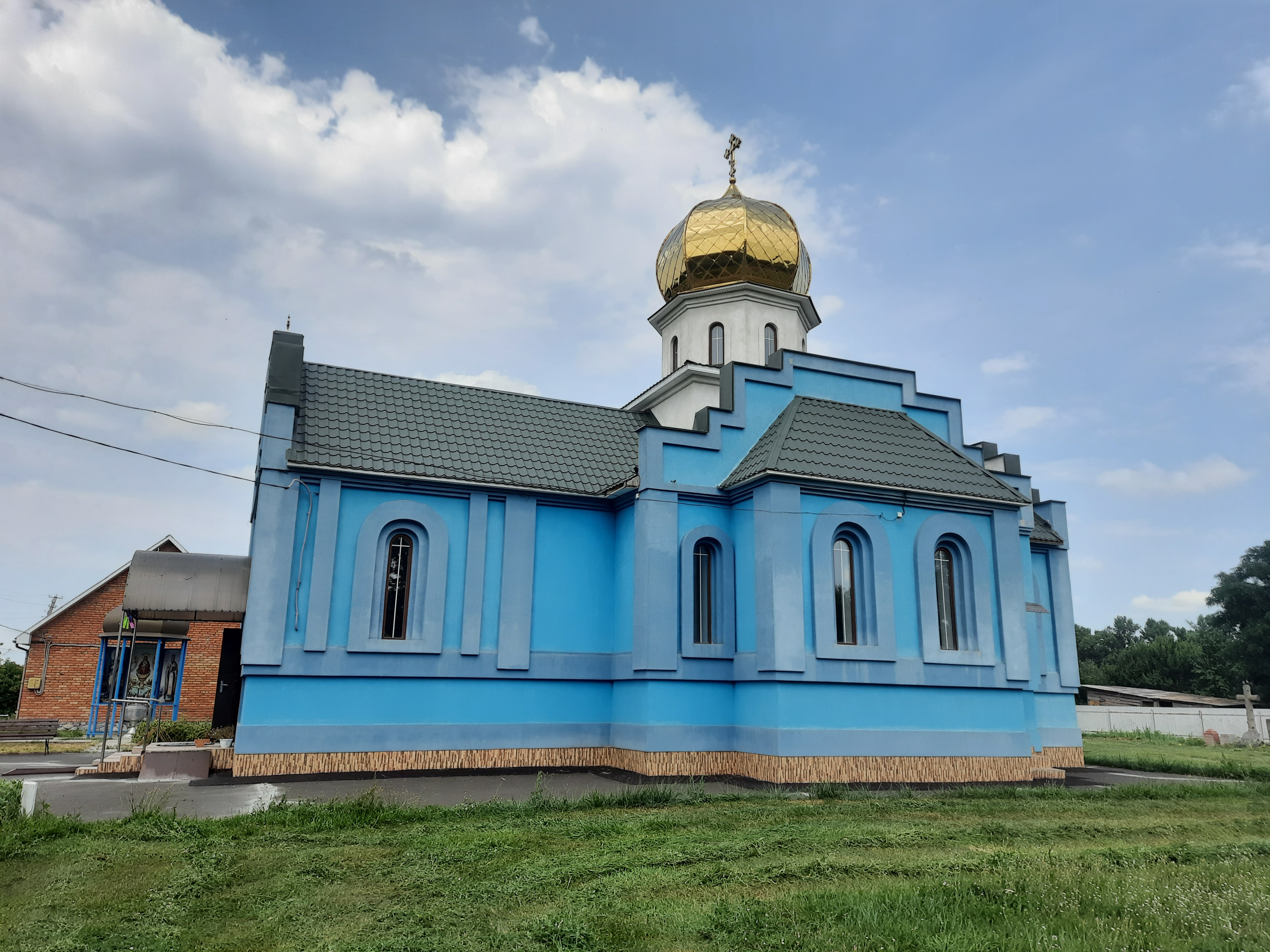
Kirche im Ort

Das Dorf wurde 1781 zum ersten Mal schriftlich erwähnt und liegt am Fluss Kropywna (Кропивна), 22 Kilometer nordwestlich der Rajonshauptstadt Solotonoscha und 44 Kilometer nördlich der Oblasthauptstadt Tscherkassy.

## Verwaltungsgliederung
Am 25. Dezember 2015 wurde das Dorf zum Zentrum der neugegründeten Landgemeinde Soriwka (Зорівська сільська громада/Soriwska silska hromada). Zu dieser zählten auch die 4 Dörfer Bohdaniwka, Mechediwka, Tscherneschtschyna und Werschyna-Sharska sowie die Ansiedlung Kwitnewe, bis dahin bildete es zusammen mit dem Dorf Tscherneschtschyna die gleichnamige Landratsgemeinde Soriwka (Зорівська сільська рада/Soriwska silska rada) im Norden des Rajons Solotonoscha.
Am 12. Juni 2020 kamen noch die Dörfer Chruschtschiwka, Krywonossiwka und Lukaschiwka zum Gemeindegebiet.
Folgende Orte sind neben dem Hauptort Soriwka Teil der Gemeinde:
| Name                     | Name             | Name                                   |
| ukrainisch transkribiert | ukrainisch       | russisch                               |
| ------------------------ | ---------------- | -------------------------------------- |
| Bohdaniwka               | Богданівка       | Богдановка (Bogdanowka)                |
| Chruschtschiwka          | Хрущівка         | Хрущовка (Chruschtschowka)             |
| Krywonossiwka            | Кривоносівка     | Кривоносовка (Kriwonossowka)           |
| Kwitnewe                 | Квітневе         | Квитневое (Kwitnewoje)                 |
| Lukaschiwka              | Лукашівка        | Лукашовка (Lukaschowka)                |
| Mechediwka               | Мехедівка        | Мехедовка (Mechedowka)                 |
| Tscherneschtschyna       | Чернещина        | Чернещина (Tscherneschtschina)         |
| Werschyna-Sharska        | Вершина-Згарська | Вершина-Згарская (Werschina-Sgarskaja) |